# Chasmocranus
Chasmocranus is een geslacht van straalvinnige vissen uit de familie van de antennemeervallen (Heptapteridae).

## Soorten
- Chasmocranus brachynemus Gomes & Schubart, 1958
- Chasmocranus brevior Eigenmann, 1912
- Chasmocranus chimantanus Inger, 1956
- Chasmocranus longior Eigenmann, 1912
- Chasmocranus lopezi Miranda Ribeiro, 1968
- Chasmocranus peruanus Eigenmann & Pearson, 1942
- Chasmocranus quadrizonatus Pearson, 1937
- Chasmocranus rosae Eigenmann, 1922
- Chasmocranus surinamensis (Bleeker, 1862)
- Chasmocranus truncatorostris Borodin, 1927